# Хігасігуті Масаакі
Масаакі Хігасігуті (яп. 東口 順昭, нар. 12 травня 1986, Осака) — японський футболіст, воротар клубу «Гамба Осака» і національної збірної Японії.

## Клубна кар'єра
У дорослому футболі дебютував 2008 року виступами за команду клубу «Альбірекс Ніїгата», в якій провів шість сезонів, взявши участь у 84 матчах чемпіонату. 
До складу клубу «Гамба Осака» приєднався 2014 року. Станом на початок літа 2018 року встиг відіграти за команду з Осаки 149 матчів в національному чемпіонаті.

## Виступи за збірну
У 2014 році дебютував в офіційних матчах у складі національної збірної Японії. Наразі провів у формі головної команди країни 2 матчі, пропустивши 1 гол.
У складі збірної був резервним голкіпером на кубку Азії 2015 року в Австралії.
31 травня 2018 року був включений до заявки збірної на тогорічний чемпіонат світу.
| Дата       | Місто    | Господарі | Результат | Гості      | Турнір                  | Голи | Примітки |
| ---------- | -------- | --------- | --------- | ---------- | ----------------------- | ---- | -------- |
| 9-8-2015   | Ухань    | КНР       | 1 – 1     | Японія     | Кубок Східної Азії 2015 | -1   |          |
| 24-03-2016 | Сайтама  | Японія    | 5 – 0     | Афганістан | Відбір до ЧС 2018       | -0   |          |
| 10-10-2017 | Йокогама | Японія    | 3 – 3     | Гаїті      | товариський матч        | -3   |          |
| 12-12-2017 | Тьофу    | Японія    | 2 – 1     | КНР        | Кубок Східної Азії 2017 | -1   |          |
| Усього     |          | Матчів    | 4         |            | Голів                   | -5   |          |

## Титули і досягнення
- Чемпіон Японії: 2014
- Володар Кубка Імператора Японії: 2014, 2015
- Володар Кубка Джей-ліги: 2014
- Володар Суперкубка Японії: 2015

Збірні
- Срібний призер Кубка Азії: 2019